# Tommy Tabor

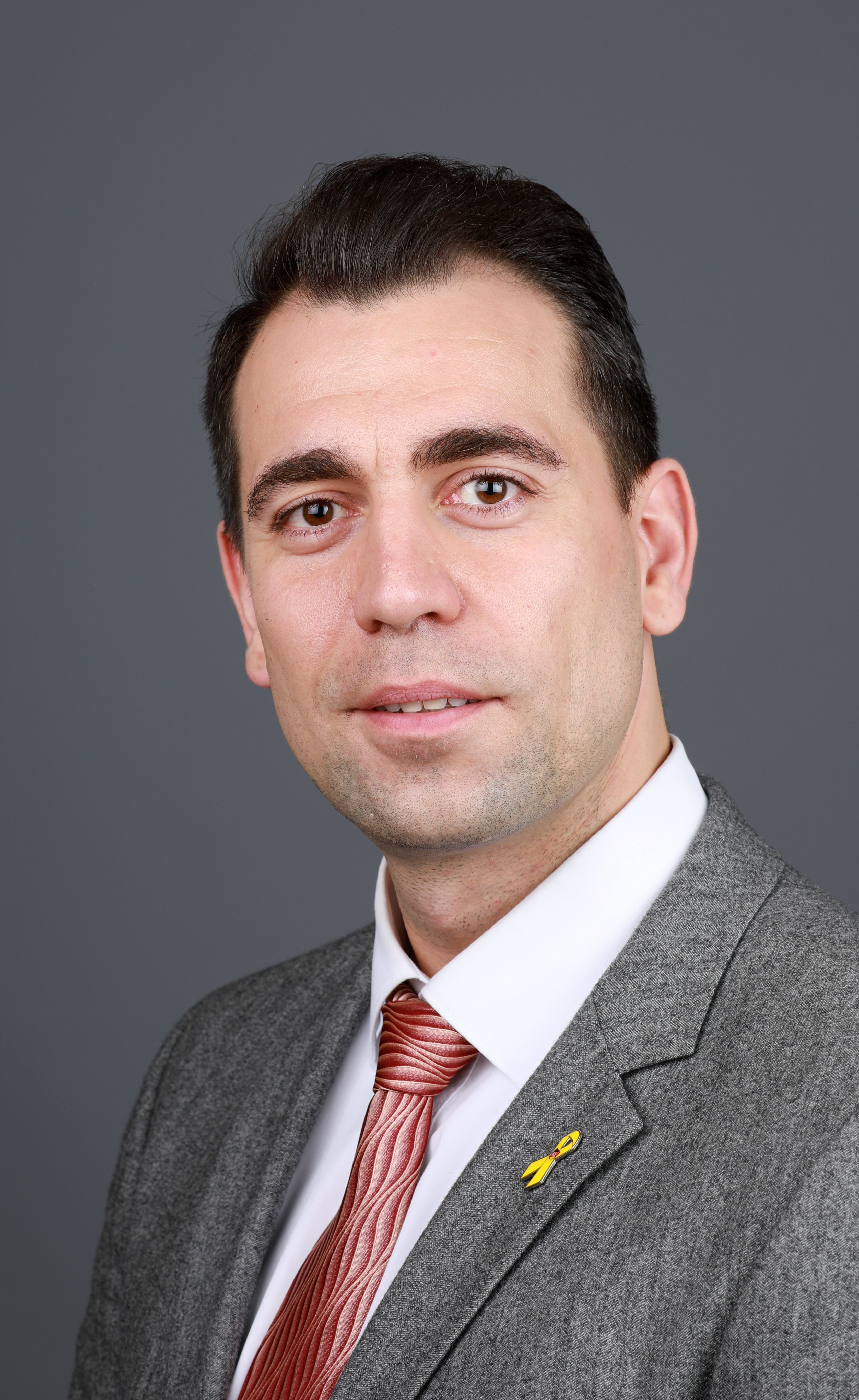
Tommy Tabor (2017)

Tommy Tabor (* 1982 in Berlin) ist ein deutscher Politiker (AfD). Seit dem 25. Oktober 2017 ist Tabor Mitglied des Abgeordnetenhauses von Berlin (MdA).

## Leben und Wirken
Nach dem Besuch der Martin-Buber-Oberschule in Berlin-Spandau machte Tommy Tabor eine Ausbildung zum Industriekaufmann (IHK) und Versicherungsfachmann (IHK). Anschließend studierte er an der Universität Potsdam Betriebswirtschaftslehre und Wirtschaftsrecht mit dem akademischen Abschluss Bachelor of Science. Nachdem er von 2010 bis 2013 bei der Allianz Versicherungs AG im Bereich Beratung Privat & Gewerbe gearbeitet hatte, wechselte er 2013 als Account-Manager zu StepStone.
Tabor war früher Mitglied der Christlich Demokratischen Union Deutschlands (CDU). Als Mitglied der Alternative für Deutschland ist er stellvertretender Bezirksvorsitzender und Bezirksverordneter in Berlin-Spandau. Nachdem der integrationspolitische Sprecher der AfD-Fraktion im Abgeordnetenhaus Gottfried Curio über die Landesliste der AfD in den Deutschen Bundestag eingezogen war und sein Abgeordnetenhausmandat am 24. Oktober 2017 niederlegt hatte, zog Tabor am 25. Oktober 2017 als dessen Nachrücker in das Abgeordnetenhaus von Berlin ein. Knapp ein Jahr lang war er Sprecher für Verbraucherschutz der Fraktion im Abgeordnetenhaus. Nach dem Ausschluss der Abgeordneten Jessica Bießmann aus der Fraktion wurde er zum Sprecher für Familie und Berufliche Bildung ernannt. Bei der Abgeordnetenhauswahl 2021 und der Wiederholungswahl 2023 konnte er seinen Sitz im Abgeordnetenhaus verteidigen.

## Politische Positionen
Die Höhe der Pensionen für Ex-Stadträte und ehemalige Bürgermeister in Berlin prangert Tabor als „unangemessen“ an. Im Jahr 2019 erhielten 173 ehemalige Bezirksamtsmitglieder Ruhegehälter, 2018 kostete dies insgesamt 8.452.612 Euro. Die Ansprüche werden nach acht Jahren der Amtsführung erworben. Unter den Empfängern sind Personen im Rentenalter, aber auch bedeutend jüngere, der jüngste war zum Amtsaustritt 38 Jahre alt. „Es gibt keine Altersuntergrenze“, kritisiert Tabor. „Es kann nicht sein, dass ein Mittdreißiger sich zur Ruhe setzen und steuerfinanziert spazieren gehen kann.“ Sein Gegenvorschlag ist ein auf maximal ein Jahr befristetes Übergangsgeld und die Zahlung des Ruhegehalts erst im gesetzlichen Rentenalter. „Außerdem muss eine stärkere Staffelung nach Dienstzeiten erfolgen. Normale Arbeitnehmer können in so kurzer Zeit unmöglich derart umfassende Absicherungsansprüche erwerben.“
Tabor setzt sich für mehr direkte Demokratie ein und ist Gründungsmitglied des Vereins Jetzt! Direkte Demokratie e.V. Des Weiteren ist er ordentliches Mitglied der Deutschen Parlamentarischen Gesellschaft.